# Episodi di Poldark (serie televisiva 2015) (prima stagione)
La prima stagione della serie televisiva Poldark è stata trasmessa nel Regno Unito per la prima volta dall'emittente BBC One dall'8 marzo al 26 aprile 2015.
In Italia, la stagione è andata in onda in prima visione sul canale satellitare La EFFE dal 18 novembre al 9 dicembre 2016. In chiaro, è stata trasmessa dall'8 luglio al 5 agosto 2018 su Canale 5.
In patria, la stagione ha avuto una media 8 milioni e centomila spettatori.
| nº | Titolo originale | Titolo italiano | Prima TV UK    | Prima TV Italia  |
| -- | ---------------- | --------------- | -------------- | ---------------- |
| 1  | Episode 1        | Episodio 1      | 8 marzo 2015   | 18 novembre 2016 |
| 2  | Episode 2        | Episodio 2      | 15 marzo 2015  | 18 novembre 2016 |
| 3  | Episode 3        | Episodio 3      | 22 marzo 2015  | 25 novembre 2016 |
| 4  | Episode 4        | Episodio 4      | 29 marzo 2015  | 25 novembre 2016 |
| 5  | Episode 5        | Episodio 5      | 5 aprile 2015  | 2 dicembre 2016  |
| 6  | Episode 6        | Episodio 6      | 12 aprile 2015 | 2 dicembre 2016  |
| 7  | Episode 7        | Episodio 7      | 19 aprile 2015 | 9 dicembre 2016  |
| 8  | Episode 8        | Episodio 8      | 26 aprile 2015 | 9 dicembre 2016  |